# Ansar as-Sunna
Dschaysch Ansar as-Sunnah (arabisch جيش أنصار السنة Dschaisch Ansar as-Sunna, DMG Ǧayš Anṣār as-Sunna ‚Armee des Verteidiger der Überlieferung‘) ist eine militante kurdisch-arabische Islamistengruppierung sunnitischer Prägung, die eine radikale Deutung des Islams und des Heiligen Krieges im Irak vertritt.

## Geschichte
Fünf Monate nach der US-Besatzung des Irak wurde die Gruppe im September 2003 von mehreren islamistischen Gruppen unter der Leitung von Abu Abdallah al-Hasan bin Mahmud gegründet, um gegen die Besatzungsarmee zu kämpfen und sich zugleich von der schiitischen Mahdi-Armee von Muqtada as-Sadr und anderen schiitischen Gruppen abzugrenzen. Die Vereinigten Staaten und die Übergangsregierung im Irak vermuten, dass Ansar as-Sunna mit al-Qaida am nächsten in Kontakt stehen.
In einer Selbstbeschreibung in der Zeitung al-Quds al-Arabi (London) vom 4. November 2003 heißt es: „Eine Gruppe von Mudschahidin, Leute mit Wissen, politischer Umsicht und militärischer Kenntnis, und auch solche, die lange Erfahrung … damit haben, den islamischen ideologischen Kampf mit den Ungläubigen zu führen, brachte verschiedene Gruppen und unterschiedliche Dschihad-Fraktionen zusammen.“
Ansar as-Sunna agiert im Süd- und Zentralirak sowie im irakischen Teil Kurdistans. Sie hatte beste Beziehungen zu Abu Mus'ab az-Zarqawis Gruppe Islamischer Staat. Im Oktober 2004 gab Ansar al-Sunna auf ihrer Website ein Video frei, das die Enthauptung eines türkischen LKW-Fahrers zeigt. Die Mörder im Video bezeichneten sich als Mitglieder von al-Tauhid wa l-Dschihad.
Anschlagsziele waren unter anderem die Übergangsregierung im Irak von Iyad Allawi und die Autonome Region Kurdistan im Nordirak. So behauptete Ansar as-Sunna, verantwortlich zu sein für die gleichzeitigen Bombenanschläge auf das PUK- und das KDP-Hauptquartier am 1. Februar 2004 in Erbil mit 109 Toten, den Bombenanschlag am 14. Oktober 2003 auf die türkische Botschaft in Bagdad, den Bombenanschlag am 20. November 2003 auf das PUK-Büro in Kirkuk sowie zahlreiche Mörseranschläge auf Koalitionstruppen. Die Selbstmordattentäter sind abgesehen von einigen irakisch-arabischen und kurdischen Sunniten überwiegend ausländische Islamisten.
Das Site-Institute dokumentiert detailliert die Tätigkeit von Ansar as-Sunna.
Andere Gruppen, die der Ansar as-Sunna zugerechnet werden, sind: das asch-Schahid-Aziz-Taha-Kommando, das at-Tauhid-Bataillon, die Sa'd-bin-Abi-Waqqas-Gruppe, die Asad-al-Islam-Brigade, die Hanifa-al-Nu'man-Brigaden, das Abdallah-bin-az-Zubair-Kommando, die Mu'ad-ibn-Dschabal-Einheit, die Ansar al-Tauhid wa l-Sunna, und das Yasin-al-Bahr-Regiment.

## Bezeichnung
Der ehemalige Kommandeur des Ansar al-Sunna, Abu Abdullah al-Shafi, hatte 2007 im Irak eine Bekanntmachung veröffentlicht, die wenig öffentliche Aufmerksamkeit auf sich zog. Er hatte erstmals eingeräumt, dass Ansar al-Sunna nur eine andere Bezeichnung für die kurdisch-islamistische Gruppe Ansar al-Islam sei, die unter der Leitung von Mullah Krekar stand. Abu Abdullah al-Shafi war der ranghöchste Anführer („Emir“) der Ansar al-Sunna/-Islam, er wurde 2010 von US-amerikanischen und kurdischen Spezialeinheiten festgenommen.